# Station Grabiny
Station Grabiny is een spoorwegstation in de Poolse plaats Grabiny.